# Platz der Republik
Platz der Republik, under åren 1864–1927 och 1933–1948 kallad Königsplatz, är en större öppen plats i Berlin, ursprungligen anlagd på 1700-talet som exercisplats för den preussiska armén. Platsen är centralt belägen i de nya regeringskvarteren i Tiergarten och vid dess östra sida ligger sedan 1894 den tyska förbundsdagens byggnad Reichstag, ursprungligen byggd för det tyska kejsardömets riksdag. Strax norr om platsen flyter floden Spree.

## Historia

### Under monarkin

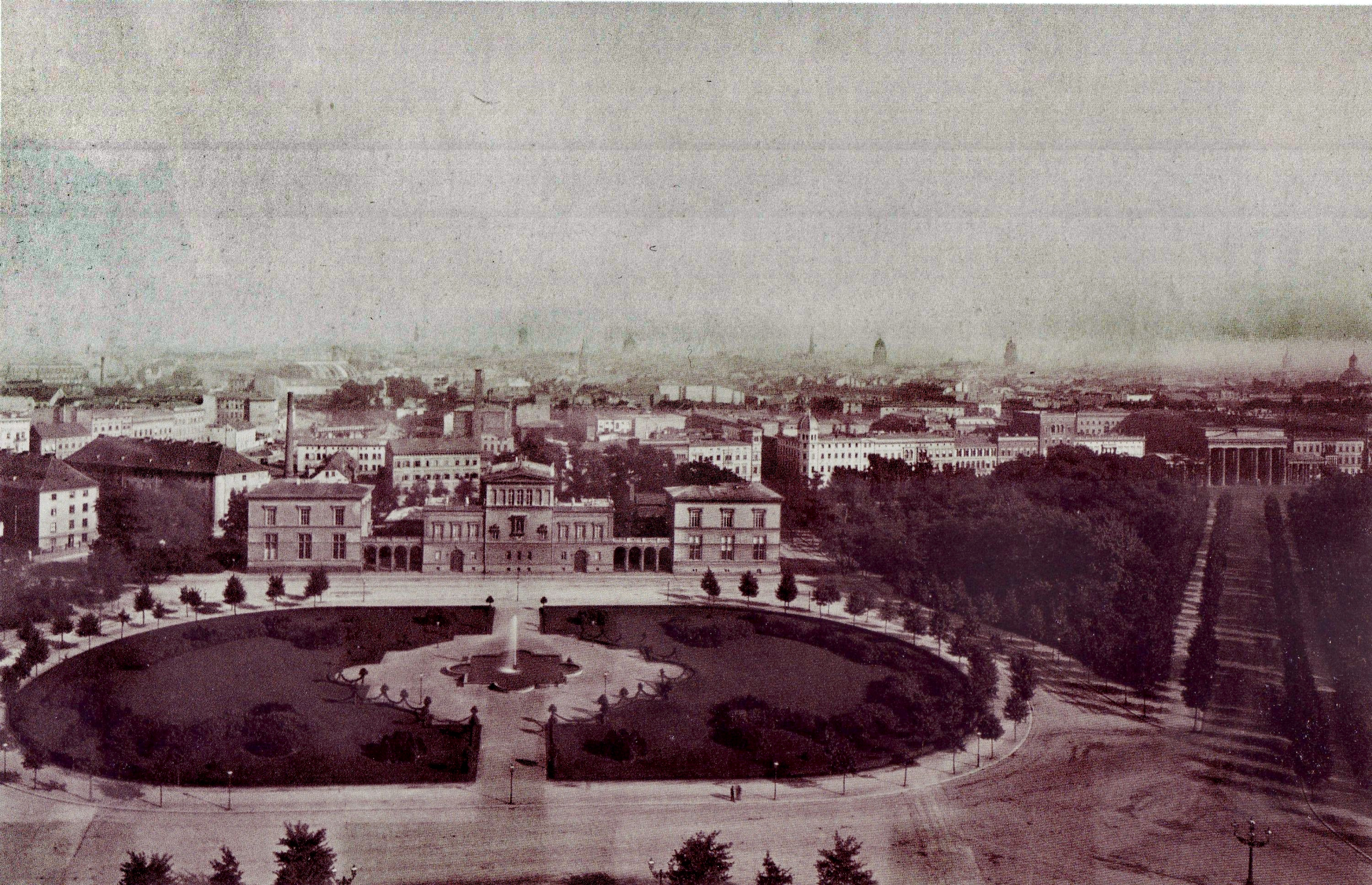
Dåvarande Königsplatz på ett fotografi från omkring 1880. Vy österut mot Raczyńskipalatset, där Riksdagsbyggnaden numera står.

Den öppna platsen i utkanten av Tiergarten uppstod omkring 1730 i samband med att Berlins tullmur uppfördes och fungerade redan under kung Fredrik Vilhelm I:s regeringstid som exercisplats för den preussiska armén; den kallades då Exerzierplatz vor dem Brandenburger Tor. Från 1860 började platsen omformas till ett öppet torg i staden och 18 december 1864 fick den namnet Königsplatz. Namnet gavs med anledning av att platsen "tidigare använts av Preussens kungar för parader", enligt en tidigare adressbok för Berlin. Åren 1884 till 1894 uppfördes Riksdagshuset i Berlin på torgets östra sida på den plats där tidigare greve Atanazy Raczyńskis palats legat.
Åren 1869–1873 lät Berlins magistrat uppföra Siegessäule, "segerkolonnen", till minne av tre segerrika fälttåg, mitt på platsen. Kolonnen ritades av Heinrich Strack. I samband med detta anlades även Siegesallee från söder fram till kolonnen och från norr ledde Alsenstrasse fram till kolonnen.
På västsidan låg Krolloper, i nordväst den preussiska generalstabsbyggnaden och i norr Palais des Alsenviertels. Den senare byggnaden överlevde andra världskriget och blev sedermera Schweiz ambassad i Berlin.
Framför Riksdagshuset avtäcktes 1901 Bismarck-nationalmonumentet, skulpterat av Reinhold Begas. Med anledning av detta fick Königsplatz en mosaikbeläggning och en gräsrondell med flera vägar som ledde in mot den centralt placerade Siegessäule. På den norra sidan av torget avtäcktes 1904 ett minnesmärke över krigsministern Albrecht von Roon, skulpterat av Harro Magnussen. Vid den västra sidan uppfördes 1906 även ett marmormonument över fältmarskalken Helmut von Moltke. Alla tre monumenten flyttades 1938 till nordsidan av Grosser Stern i Tiergarten, där de än idag står kvar, men på nya socklar.

### Weimarrepubliken och Nazityskland

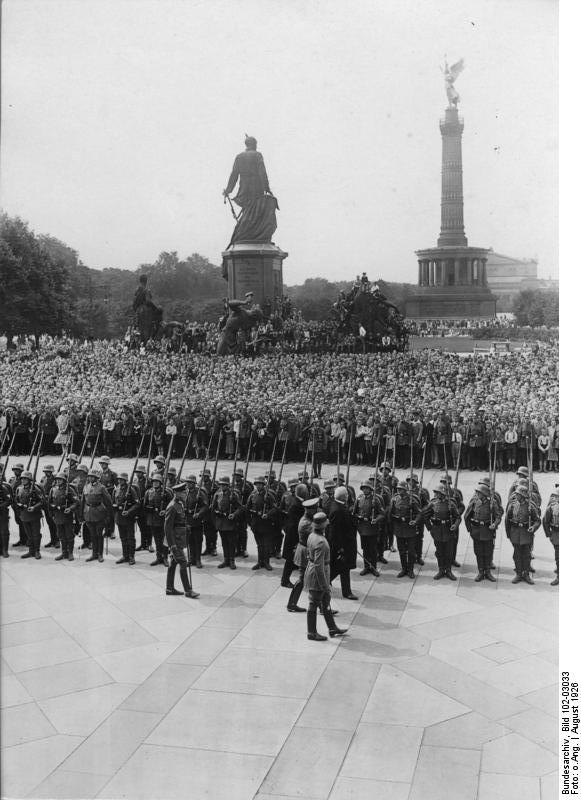
Firande av Weimarförfattningen 1926. Rikspresident Paul von Hindenburg inspekterar hedersvakten. I bakgrunden Bismarckmonumentet, Siegessäule och Krolloperan.

Under Weimarrepubliken bar torget från 1926 till 1933 för första gången namnet Platz der Republik, efter att Tyskland blivit republik genom Weimarförfattningen 1919. Redan 1933 återfick dock torget det tidigare namnet Königsplatz efter nazisternas maktövertagande.
Som del av Albert Speers planer för Welthauptstadt Germania och anläggandet av en ny öst-västlig axel genom Berlin flyttades Siegessäule och de tre monumenten till Grosser Stern i den centrala delen av Tiergarten under åren 1938 till 1939.
Under slaget om Berlin i andra världskrigets slutskede ägde några av de sista striderna i Berlins innerstad rum omkring dagens Platz der Republik, och Riksdagshusruinen och omkringliggande byggnader skadades kraftigt. Under röjningsarbeterna efter krigsslutet fylldes bomb- och granatkratrarna i torget igen, delvis med ruinmassor. Efter Nazitysklands fall återfick torget 1948 sitt republikanska namn, Platz der Republik.

### Under Berlins delning
Den 9 september 1948 protesterade här 300 000 Berlinbor mot den begynnande delningen av Berlin genom blockaden av västmakternas ockupationssektorer och den våldsamma fördrivningen av de 1946 folkvalda stadsfullmäktigeledamöterna och magistratsmedlemmarna i den sovjetiska sektorn, genom Tysklands socialistiska enhetsparti och den sovjetiska ockupationsmakten. Berlins SPD-ledare Ernst Reuter höll här ett världskänt tal där han uppmanade världen att inte glömma Berlin. När deltagare i ett protesttåg mot Allierade kontrollrådet efter demonstrationen ville tåga genom den sovjetiska sektorn sköt en folkpolis ihjäl den 15-årige skoleleven Wolfgang Scheunemann nära Brandenburger Tor.
Från 1961 löpte Berlinmuren bara några meter bortom den östra baksidan av Riksdagshuset, som direkt gräns från Västberlin till Östberlin. Gränsen gick därefter över Spree i form av en gränskontroll för den gränsöverskridande flodtrafiken och fortsatte längs öststranden, även om floden ända fram till väststranden också tillhörde Östberlin. Den kontrollerade flodtrafiken bestod nästan enbart av polska fraktfartyg och pråmar med polskt kol för Västberlins kraftverk. Gränskontrollanter sökte igenom fartygen efter flyktingar, inklusive utsidan under vattnet.
Eftersom muren bakom riksdagen mynnade i denna gränsövergång, fanns på västsidan vid Sprees strand en minnestavla över personer som skjutits ihjäl i samband med flyktförsök till väst. Denna tavla kom efter Tysklands återförening att få en ny placering mellan Riksdagen och Brandenburger Tor.
Till följd av närheten till Berlinmuren var Platz der Republik under stadens delning oftast en lugn plats med gles trafik. Den stora ängen användes i likhet med Tiergarten som rekreationsområde och var särskilt populär som grillplats bland Berlins turkisktalande minoritet. Parkeringsplatserna i kanten av platsen fungerade på vardagarna som övningsområde för bilskolor. 

### Sedan 1989
Först efter Berlinmurens fall 9 november 1989 kom platsen att gå från ett randläge till att åter bli en central plats i Berlin. 
Ett avgörande beslut som ledde till att platsen åter levde upp var beslutet att renovera Riksdagshuset och att göra det till säte för Tysklands förbundsdag efter att Förbundsrepublikens huvudstad flyttats från Bonn till Berlin. Idag liksom under kalla krigets dagar är platsen en turistattraktion.
Vid midnatt natten mellan 2 och 3 oktober 1990 hissades med anledning av Tysklands återförening enhetsflaggan som sedan dess vajar både dag och natt, nattetid med belysning. Flaggan har måtten 6 gånger 10 meter, vilket gör den till en kandidat till att vara den största tyska flaggan.
Under åren 1996 till 1997 ägde en internationell arkitekturtävling rum för utformandet av regeringskvarterens öppna ytor. En jury valde mellan mer än 300 bidrag i två steg och landskapsarkitekturfirman Lützow från Berlin vann tävlingen om Platz der Republik, medan firma Weber och Saurer utformade Spreebogenpark i närheten. Planerna realiserades under åren fram till 2009. Bland annat anlades Friedrich-Ebert-Platz med en trappa mot Spree, Bürgerforum mellan Bundeskanzleramt och Haus der Parlamentarier, skulpturängen och Hafenplatz i närheten av Haus der Kulturen der Welt. Grundtanken bakom de nämnda anläggningarna, torgen och gångstråken var att ge uttryck åt folkets suveränitet, genom en välanpassad och mångsidigt användbar grön yta mellan Riksdagshuset och kongresshallen. De solitära träden i Tiergarten hoppar fram på den fria ytan och "stör" genom en blandning av arter och växtsätt, symboliserande pluralitet.